# Пияната гора
Пияната гора е книга на Джералд Даръл за първата му експедиция в Аржентина и Парагвай през 1953/1954. Книгата е издадена през 1956 със заглавие The Drunken Forest.

## Сюжет
В книгата на Даръл е описано шестмесечното му пътешествие в Южна Америка, което има за цел събиране на редки диви животни, които да бъдат доставени живи на зоологически градини в Англия.
Описаните в книгата събития имат хронологична връзка със следващата книга на Даръл – „Шепнещата земя“, която разказва за втората му експедиция в Аржентина.